# Okpometa
Okpometa ist ein Arrondissement im Departement Plateau in Benin. Es ist eine Verwaltungseinheit, die der Gerichtsbarkeit der Kommune Kétou untersteht.

## Demographie
Gemäß der Volkszählung von 2013 hatte Okpometa 9184 Einwohner, davon waren 4592 männlich und 4592 weiblich.

## Geographie
Das Arrondissement liegt im nördlichen Teil des Départements, auf das ganze Land bezogen im Süden und nahe zur Grenze nach Nigeria.

## Verwaltung
Okpometa setzt sich aus den sechs Dörfern Idjou, Ikoko, Imonlè-Ayo, Ofia, Okpomèta und Omou zusammen.

## Infrastruktur
Durch Okpometa läuft die Fernstraße RNIE4, die ostwärts nach Nigeria führt. In südwestlicher Richtung ist Kétou das nächste größere Ziel.